# Dîvân-i humâyûn

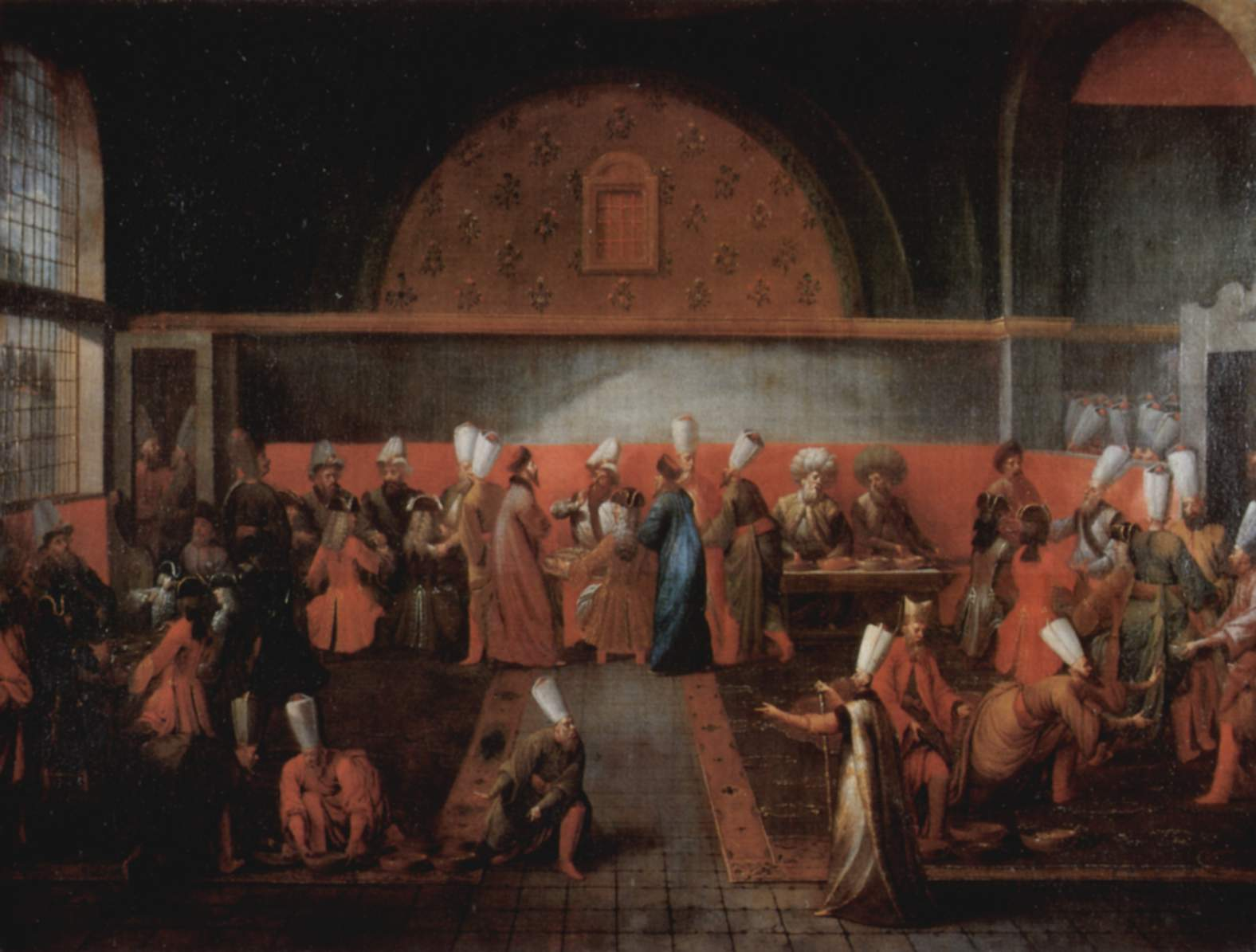
L'Ambasciatore del Regno di Francia in visita al Divano nel 1724, dipinto di Jean-Baptiste van Mour.

Il Dîvân-i humâyûn, in lingua italiana spesso chiamato semplicemente "Divano" o "Gran Divano", era il consiglio dei responsabili delle amministrazioni dell'impero ottomano riuniti attorno al Sultano, ovvero: il Vezîr-i a'zam o Sadr-i a'zam (responsabile per gli affari politici), il Nişancı, il Segretario del Consiglio (responsabile della Cancelleria), il Kazasker di Anatolia (responsabile giudiziario dell'Anatolia), il Kazasker di Rumelia (responsabile giudiziario dei territori ottomani nel continente Europeo), il Defterdar (responsabile del tesoro) e il Capitan pascià (gran ammiraglio della flotta ottomana). Poteva occasionalmente partecipare alle seduta anche il Beylerbey di Rumelia e l'Agha dei Giannizzeri. 
Il Divano si riuniva in uno specifico edificio all'interno del Palazzo Topkapı, il Kubbealtı, originariamente a cadenza giornaliera e, a partire dal XVI secolo, quattro volte la settimana. Il suo ambito operativo abbracciava qualsiasi sfaccettatura dell'esecutivo tramite procedure che sono, ad oggi, poco chiare. Era supportato da un apparato burocratico comandato dal Reis Efendi con mansioni sia segretariali sia archivistiche.
Il Divano è stato il principale organo dell'esecutivo ottomano sino alla metà del XVII secolo quando il potere è passato unilateralmente nelle mani dei Gran Vizir. La riforma amministrativa Tanzimat, nel XIX secolo, ha poi modificato l'esecutivo turco in favore di un modello di gabinetto europeo.

## Storia e funzioni

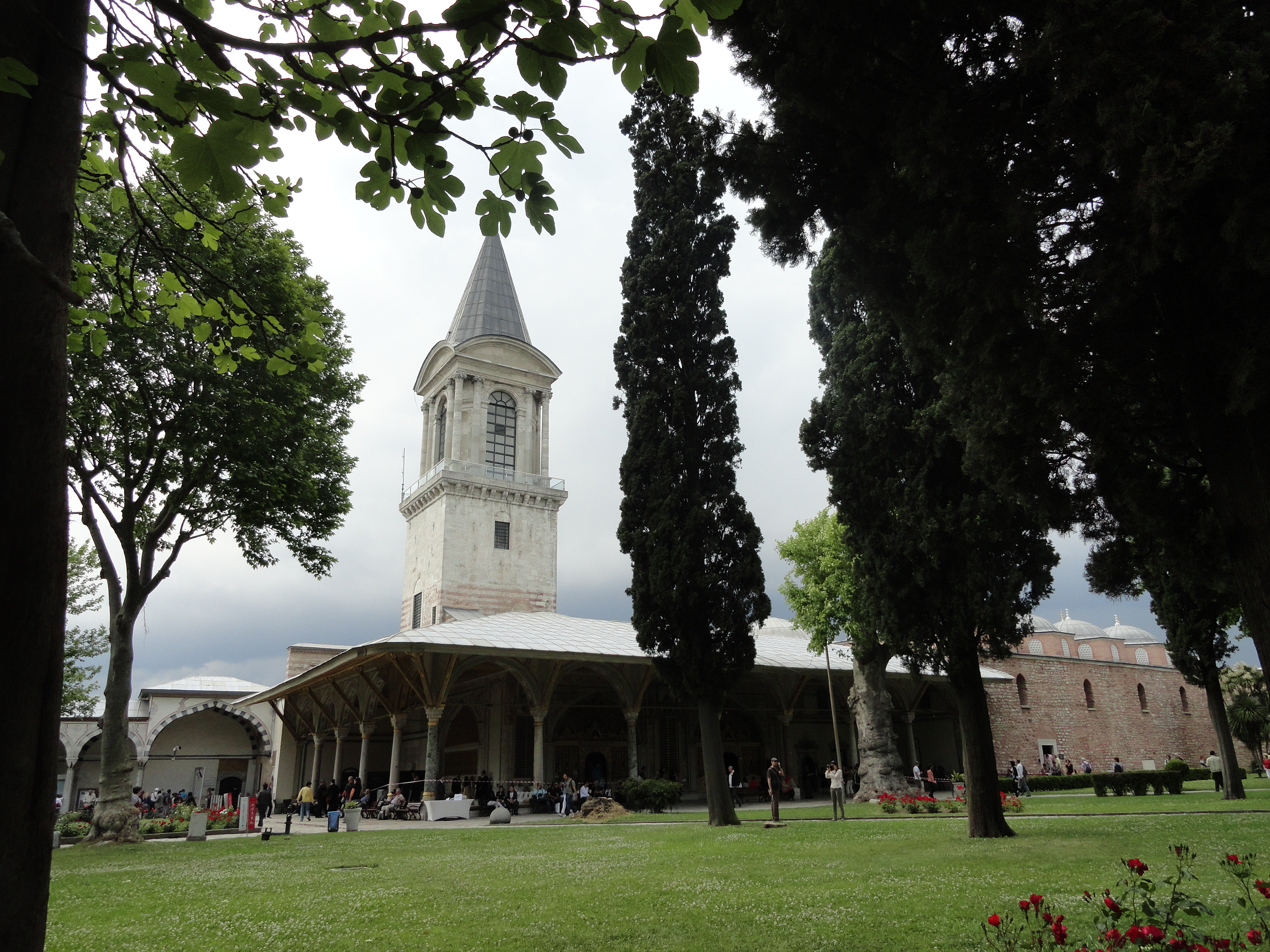
Il Kubbealtı, sede del Divano, nel Secondo Cortile del Palazzo Topkapı ad Istanbul.

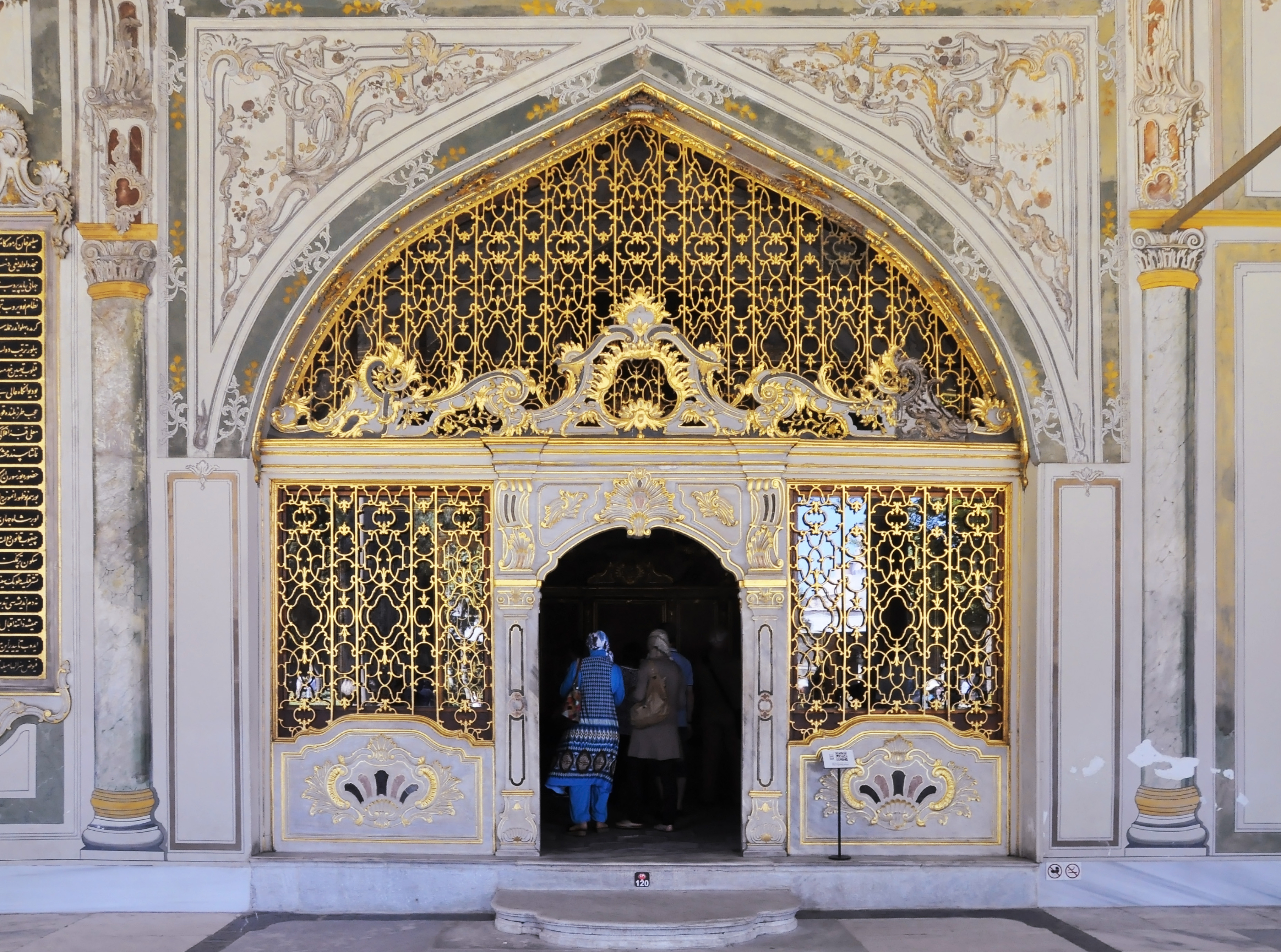
La porta di accesso al Kubbealtı, decorata in stile rococò dal sultano Selim III.

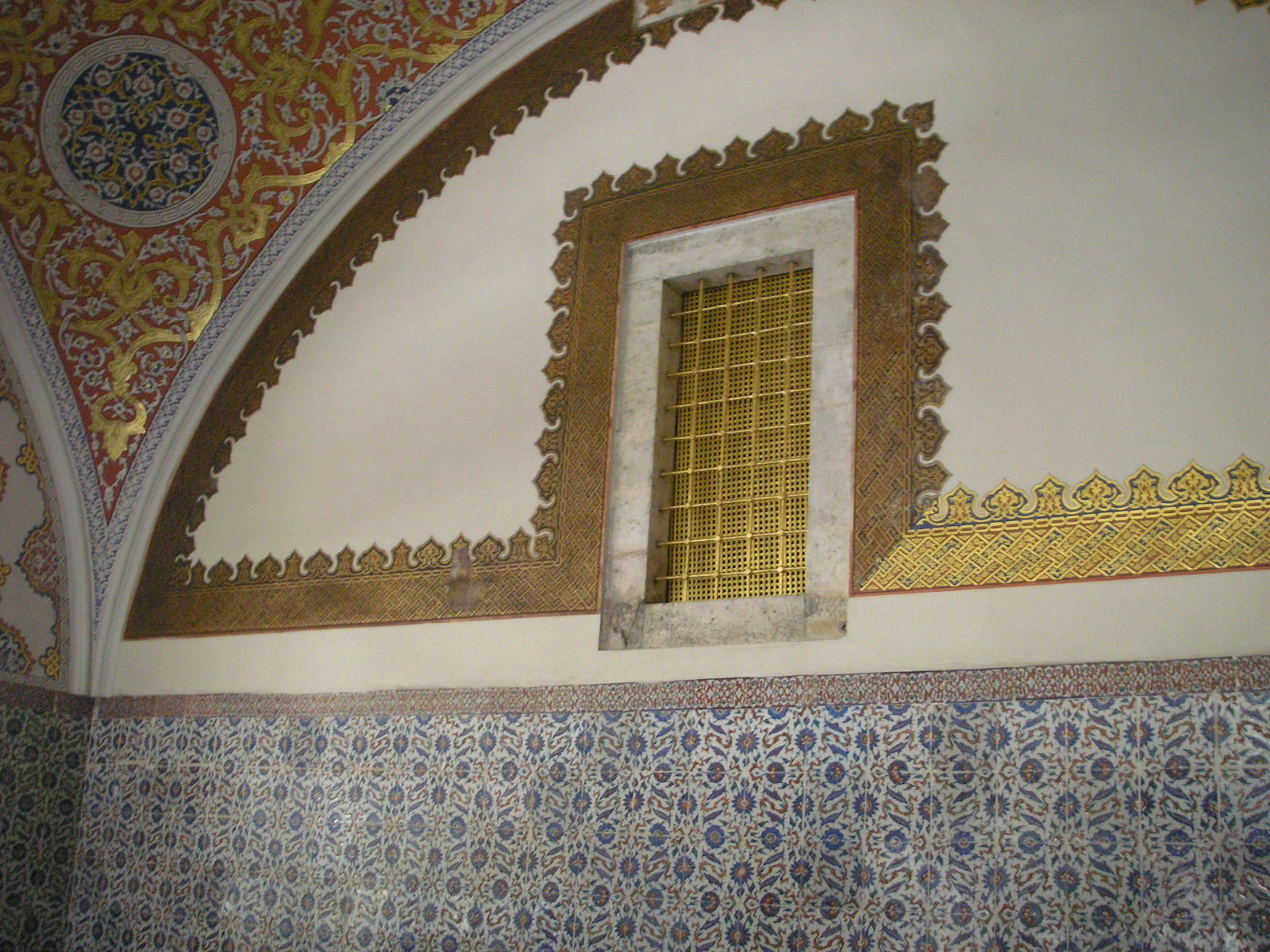
La grata dorata dietro la quale il sultano assisteva alle sedute del consiglio.

Il Divano dell'Impero ottomano fu la promanazione, burocraticizzata e formalizzata, dell'arcaico concistoro di consiglieri (a volte ufficiali veri e propri, a volte potentati alleati) che circondavano il sultano ottomano agli albori della dinastia, affiancandolo negli eventi pubblici durante i quali l'autocrate dispensava giustizia, amministrava la cosa pubblica ed ascoltava le suppliche dei sudditi. Questi consiglieri acquisivano poi particolare importanza nelle fasi d'interregno, quando gestivano il potere tra la morte di un sultano e la presa in carico del titolo da parte del successore. 
Dopo la conquista di Costantinopoli (1453), nel generale contesto di ristrutturazione sia statale sia dinastica del dominio osmanide promosso da Maometto II, il Divano divenne un vero e proprio ufficio, con la sua etichetta ed i suoi funzionari. Fu proprio il Conquistatore a dettare due punti fondamentali nella routine dell'esecutivo turco: a) la non obbligatoria presenza del sultano alle riunioni; e b) il ruolo egemone del Gran vizir sugli altri vizir in quanto delegato del sultano a presiedere le sedute del consiglio. Quella del sultano era però un'assenza formale e non sostanziale dato che Maometto II spiava l'operato dei suoi consiglieri da dietro una griglia, pratica che caratterizzò gli osmanidi sino al regno di Solimano il Magnifico, quando divenne prassi il completo assenteismo del sultano dalle sedute del Divano. I primi successori di Maometto II non aveva infatti mai abbandonato del tutto il consiglio: suo figlio Bayezid II, per esempio, amministrò sempre pubblicamente il potere dal Divano, ricorrendo ad un elaborato cerimoniale.
Altra sostanziale innovazione apportata da Maometto II nella quotidianità del Divano fu la costruzione di un edificio preposto ad ospitarlo.

Originariamente, il Divano imperiale si riuniva ad Edirne nel palazzo sultanale o al seguito del sovrano se questi si trovava in viaggio/guerra. Una volta conquistata la capitale bizantina, il Consiglio si riunì presso il sultano nel Gran Palazzo (tu. Eski Saray, lett. "Vecchio Palazzo/Serraglio"), spostandosi poi nel Gran Serraglio (Anni '70 del Quattrocento) fatto erigere ex-novo dal Conquistatore. Il Divano si riunì presso un edificio dedicato nel Secondo Cortile del complesso, il Divanhane, una struttura porticata in legno. Fu poi Pargali Ibrahim Pascià, Gran Visir di Solimano, a far costruire una nuova sede per il consiglio: il Kubbealtı, un edificio porticato in pietra composto di tre camere coperte da cupole destinate al consiglio, alla segreteria ed all'archivio. I consiglieri erano comunque tenuti a seguire il sultano durante le sue campagne militari, riunendosi presso la tenda del Gran Visir che veniva sempre eretta accanto a quella dell'Osmanide.
Il codice di legge di Maometto II prevedeva riunioni quotidiane per il Divano di cui quattro obbligatoriamente nella Camera del Consiglio (tu. Arz Odası) del Topkapi. I consiglieri erano accolti al loro arrivo dal Capo-Avvocato (tu. çavuş başı) e dal Capo-Usciere (Kapıcılar kethudası). Nel XVI secolo, il Divano si riuniva regolarmente quattro giorni della settimana: sabato, domenica, lunedì e martedì. Le sessioni duravano sette-otto ore, dall'alba a mezzogiorno in estate e sino a metà pomeriggio d'inverno. I consiglieri consumavano tre pasti nella giornata lavorativa: colazione al loro arrivo, pranzo dopo la discussione principale e cena dopo le petizioni. Nei tempi pre-costantinopolitani, il sultano soleva cenare con i vizir dopo il Consiglio ma Maometto II pose fine a tale pratica. Esistevano poi sessioni straordinarie del Consiglio: le ulufe divani o galebe divani, a cadenza trimestrale, durante le quali si distribuiva lo stipendio trimestrale (tu. ulue) ai membri del Kapıkulu cui appartenevano, tra gli altri, i Giannizzeri e/o si presentavano formalmente i nuovi ambasciatori stranieri; le ayak divani (lett. "Il Consiglio in piedi"), sessioni d'emergenza presiedute dal sultano o dal comandante dell'esercito durante una campagna militare.
Sebbene molte decisioni siano state prese al di fuori del contesto formale del Divano, esso è stato il principale organo esecutivo dell'Impero ottomano, svolgendo tutti i compiti di governo: condotta delle relazioni estere (es. accoglienza di ambasciatori stranieri), preparazione delle campagne militari, costruzione di fortificazioni ed edifici pubblici, ricezione di relazioni dei governatori provinciali (i Cadì), nomina di ufficiali statali. Il Divano disimpegnava anche funzione di tribunale, in particolare per i membri della classe militare ma anche come sede presso la quale i sudditi potevano impugnare le sentenze dei Cadì. Il funzionamento interno del Divano è però oscuro dato che non è stato tenuto alcun verbale durante le sessioni. La formulazione dei decreti permette però di valutare la maggior parte delle decisioni come risposta ad una petizione diretta ad un problema specifico. Gli osservatori stranieri d'epoca moderna hanno poi teso a specificare che il Divano fungeva da organo puramente consultivo, stante l'autocratica gestione del potere da parte del Gran Visir che lo presiedeva.
Le decisioni adottate dal Divano dovevano essere approvate dal Sultano sotto forma di Qânûn o di Berât, sui quali il Nişancı apponeva il tughra.
Dopo il 1654 il Divano smise di riunirsi nel Topkapı, eleggendo a propria dimora il Palazzo del Gran Visir, la c.d. "Sublime porta".

## Membri
Il Divano veniva presieduto dal Gran Visir o dallo stesso Sultano. I membri del Divano erano dotati di una particolare immunità, in base alla quale non potevano essere perseguiti nell'esercizio delle proprie funzione da nessun'altra autorità che non fosse lo stesso Sultano. Diversamente erano sottoposti alla giurisdizione dei Tribunali ordinari in materia civile.